# Хрест «За військові заслуги» (Саксонія)
Хрест «За військові заслуги» (нім. Kriegsverdienstkreuz) — військова нагорода Саксонського королівства.

## Історія
Хрест заснований 30 жовтня 1915 року, в ході Першої світової війни, королем Фрідріхом Августом, для нагородження за патріотичну і гуманітарну діяльність, пов'язану з веденням військових дій, а також за участь у боях за відсутності раніше отриманих військових нагород Саксонії. При отриманні іншої військової нагороди хрест здавався в казну.

## Опис
Хрест виконаний з бронзи, нижній кінець хреста довшим за інші, між кінцями хреста — лавровий вінок. У центральному медальйоні — профіль короля Фрідріха Августа. Стрічка зелена, з білими смугами по краю, і жовто-блакитною облямівкою.